# فرد راسيل
فرد راسيل (بالإنجليزية: Fred Russell)‏ هو كاتب أمريكي، ولد في 27 أغسطس 1906، وتوفي في 26 يناير 2003.